# Heinrich Gueinzius
Heinrich Bernhard Albert Gottlob Gueinzius (* 30. Juli 1794 in Halberstadt; † 6. April 1871 in Berlin) war ein preußischer Generalleutnant.

## Leben

### Herkunft
Heinrich war der Sohn des Chirurgen in der Leibkompanie des Infanterieregiments „von Braunschweig“ Johann Gottlieb Gueinzius und dessen Ehefrau Sophie, geborene Michaelen.

### Militärkarriere
Gueinzius studierte Theologie und trat mit dem Beginn der Befreiungskriege am 1. Juni 1813 als Sekondeleutnant in das 12. Schlesische Landwehr-Regiment der Preußischen Armee ein. Während des Krieges erhielt er das Eiserne Kreuz II. Klasse und avancierte Ende April 1814 zum Premierleutnant.
Nach dem Friedensschluss wurde Gueinzius am 1. Februar 1816 zur Dienstleistung bei der Landwehrinspektion in Oppeln kommandiert und am 8. Mai 1816 unter Belassung in dieser Stellung dem 6. und am 18. Juni 1817 dem 22. Infanterie-Regiment aggregiert. Am 30. März 1818 wurde er zum Adjutanten der 12. Landwehr-Brigade ernannt und am 30. März 1819 zum Kapitän befördert. Unter Beförderung zum Major erfolgte am 30. März 1832 seine Versetzung als Adjutant der 6. Division. Von dort wurde er am 25. März 1834 in die Armeeabteilung im Kriegsministerium kommandiert und am 25. Oktober 1834 auch formal dorthin versetzt. In dieser Stellung erhielt Gueinzius am 26. April 1837 den Sankt-Stanislaus-Orden II. Klasse, wurde am 9. Juni mit der Wahrnehmung der Geschäfte als Vorsteher des Büros des Kriegsministeriums beauftragt und am 25. Oktober 1837 zum Vorsteher ernannt. Als solcher erhielt Gueinzius im September 1839 den Orden der Heiligen Anna II. Klasse mit Krone und Ende Mai 1840 den Guelphen-Orden III. Klasse. Bis Ende März 1844 stieg er zum Oberst auf, bevor Gueinzius am 4. Mai 1848 aus dem aktiven Dienst ausschied und unter Belassung in seiner Stellung zum wirkliche Geheimen Kriegsrat ernannt wurde.
Am 9. Mai 1848 bekam er den Charakter als Generalmajor. Am 15. Januar 1850 wurde ihm der Stern zum Roten Adlerorden II. Klasse mit Eichenlaub  verliehen und am 20. Februar 1851 kam er mit einem Gehalt von 3500 Talern als Direktor in das Militär-Ökonomie-Departement. Unter Verleihung des Charakters als Generalleutnant erhielt Gueinzius am 10. April 1856 seinen Abschied mit Pension. Er starb am 6. April 1871 in Berlin.

### Familie
Gueinzius heiratete am 4. Juli 1830 in Ferchland Laura Amalie Wilhelmine Luise Schaeffer (1801–1831), die nach ihrem Tod am 5. Mai 1831 auf dem Garnisonfriedhof beigesetzt wurde.